# János Bálint
János Bálint (Hódmezővásárhely, 18 giugno 1961) è un flautista ungherese.

## Biografia
János Bálint, nato nel 1961 in Ungheria, nel 1984 si è diplomato presso l'Accademia musicale Franz Liszt di Budapest per poi perfezionarsi con András Adorján. Vincitore di numerosi premi in concorsi internazionali (Ancona, Lipsia, Markneukirchen) dal 1981 al 1991 è primo flauto della Hungarian Radio Symphony Orchestra e dal 2000 al 2006 della Hungarian National Philharmonic Orchestra.
Insegnante di flauto dal 1990 al 2002 a Szeged, dal 1994 al 2001 a Rovigo, dal 2001 al 2006 a Imola, nel 1996/1997 e successivamente dal 2009 al 2012 presso la Franz Liszt Academy di Budapest, è Fondatore e direttore del Doppler Flute Institute di Budapest e supervisore presso la Music Academy di Kragujevac in Serbia. János Bálint è ora professore titolare di flauto presso la Hochschule für Musik di Detmold, in Germania.
 Come solista ha suonato in numerosi Paesi europei e negli U.S.A, in Giappone, Taiwan, Korea e Israele collaborando con artisti come András Schiff, Zoltán Kocsis, Miklós Perényi, Tamás Vásáry, Aurèle Nicolet e Martha Argerich. Ha inciso 24 CDs con Hungaroton, Capriccio e Naxos e tiene ogni anno circa 10 masterclasses in tutto il mondo. Nel 2008 è stato premiato con il più importante riconoscimento ungherese dal ministro della Cultura e dell'Educazione ungherese, il premio Franz Liszt.